# Euler D.I
Euler D.I là một mẫu tiêm kích của Đức, được thiết kế dựa trên loại Nieuport 11 của Pháp.

## Quốc gia sử dụng
German Empire

## Tính năng kỹ chiến thuật
Đặc điểm tổng quát
- Kíp lái: 1
- Chiều dài: 5,80 m (19 ft 0¼ in)
- Sải cánh: 8,10 m (26 ft 6⅞ in)
- Chiều cao: 2,66 m (8 ft 8¾ in)
- Diện tích cánh: 13 m² (139,93 ft²)
- Trọng lượng rỗng: 380 kg (838 lb)
- Trọng lượng có tải: 600 kg (1.323 lb)
- Động cơ: 1 × Oberursel U.O, 60 kW (80 hp)

 Hiệu suất bay 
- Vận tốc cực đại: 140 km/h (87 mph)

Trang bị vũ khí

- Súng: 1 x súng máy 7,92-mm